# Сагиз (річка)
Сагиз (каз. Сағыз) — річка в Актюбінській і Атирауській областях північно-західного Казахстану, із солоною водою. Належить до внутрішнього безстічного Арало-Каспійського басейну.

## Географія
Річка Сагиз бере свій початок на Підуральському плато в місці злиття річок Кизиладильсай і Даулда. Тече в південно-західному, західному, південному, знову у західному напрямках і закінчується за 10-12 км південніше солончаків Тентексора Прикаспійської низовини.
Довжина — 511 км, площа басейну 19,4 тис. км². Середня витрата води в нижній течії (за 31 км від гирла) близько 2 м³/с. Береги переважно пологі, в деяких місцях обривисті висотою від 2 до 7 м. Дно переважно піщане. Швидкість течії води по всій довжині рівномірна і становить близько 0,1 м/с. Ширина русла становить від 3 до 48 м, глибина від 0,3 до 2 м.
У літній період у верхів'ях і пониззі пересихає, розбивається на окремі плеса та протоки з солонуватою водою.
Живлення переважно снігове і частково — дощове. Замерзає в листопаді, скресає в кінці березня — першій половині квітня. Вода річки використовується для зрошення.

## Притоки
Річка приймає кілька невеликих приток, в основному солоних, які в більшості своїй, в літній період, пересихають. Найбільші із них (40-55 км): ліва — Ащисай, права — Топиракшашти.

## Населенні пункти
На річці розташовано кілька невеликих сіл, найбільші із них (від витоку до гирла): Алтай, Шукирши, Баршакум, Ебейти, Сагиз, Шоба, Кенбай.